# Copris punctulatus
Copris punctulatus là một loài bọ cánh cứng trong họ Bọ hung (Scarabaeidae).